# Constantin Kristescu
 Constantin Kristescu  (Cristescu, Kristesco) (n. 1871, Cristești, județul Botoșani – d. 1928 București) a fost un sculptor, gravor, medalist și locotenent-colonel român. Pentru meritele militare din Primul Război Mondial a fost distins cu medalii ale statelor român și francez.

## Biografie
S-a născut pe moșia Cristești a bunicului său patern ca fiu al senatorului Nicolae Carionfil Cristescu și al Catincăi născută Miclescu. A urmat cariera militară pe care, datorită înclinației artistice, a împletit-o cu cea de sculptor, gravor și medalist. A urmat la Iași Liceul Militar și Școala de Ofițeri la București iar în Franța Școala Specială Militară de la Saint-Cyr și cea de cavalerie de la Saumur. Pasionat de sculptură, în paralel cu studiile militare, a urmat și École nationale supérieure des beaux-arts la Paris, ca elev al maeștrilor Emmanuel Frémiet și Victor Peter.
Activitatea militară și artistică a  lui Kristescu, a fost strâns legată de evenimentele importante cu care s-a confruntat România în primele trei decenii ale secolului XX: războiul de reântregire a neamului, unirea de la 1 decembrie 1918, reorganizarea politică și administrativă a statului național unitar. A avut lucrări dedicate majorității acestor evenimente. Sculpturile, medaliile, plachetele, le-a lucrat în atelierele sale din Iași și București. Pentru unele medalii a colaborat cu atelierul Arthus-Bertrand din Paris. Acestea erau semnate „C. Kristesco” sau „C. Kristesko”.
În 1908, municipalitatea Parisului i-a achiziționat una din statuile ecvestre din bronz care a fost expusă în Parcul Monceau. Aceasta, a fost însă topită în Primul Război Mondial pentru fabricarea de tunuri.
În 1916, la intrarea României în războiul mondial, a participat la luptele de pe Valea Jiului, unde,  rănit grav a căzut prizonier și a fost internat în lagărul de la Krefeld, în Germania. A reușit să evadeze și, cunoscând perfect limbile germană și franceză, a străbătut Germania și, prin Elveția, a ajuns în Franța. Cu sprijinul guvernului francez s-a întors în țară unde hotărât să continue lupta, a fost repartizat la formațiunile din spatele frontului. La insistențele sale a fost transferat pe front ca observator de artilerie unde și-a adus contribuția la luptele de la Mărășești, Mărăști și Oituz. A făcut parte din grupul celor 25 de ofițeri care au fost decorați pe câmpul de luptă de către regele Ferdinand cu Ordinul Militar de Război „Mihai Viteazul”.
În martie 1919, în urma victoriei aliaților în Primul Război Mondial, la propunerea mareșalului francez Ferdinand Foch, s-a organizat la Paris un concurs pentru o medalie a țărilor învingătoare. Aceasta trebuia să aibe caracteristici generale comune pentru toate țările: din bronz, 36 mm diametru, pe avers reprezentarea „Victorei“ iar pe revers textul „Marele Război Pentru Civilizatie”. Proiectul prezentat de Kristescu juriului internațional a fost premiat iar autorul solicitat să-l realizeze pentru România. Pentru celelalte țări victorioase medalia a fost realizată de medaliști proprii, cu textul și grafica adaptată particularităților naționale.
În 1928, bolnav de plămâni, s-a internat la Spitalul Brâncovenesc, la clinica cumnatului său prof. Ernest Juvara, unde a și decedat în același an. A fost înmormântat la Cimitirul Bellu, cu onoruri militare.

## Lucrări

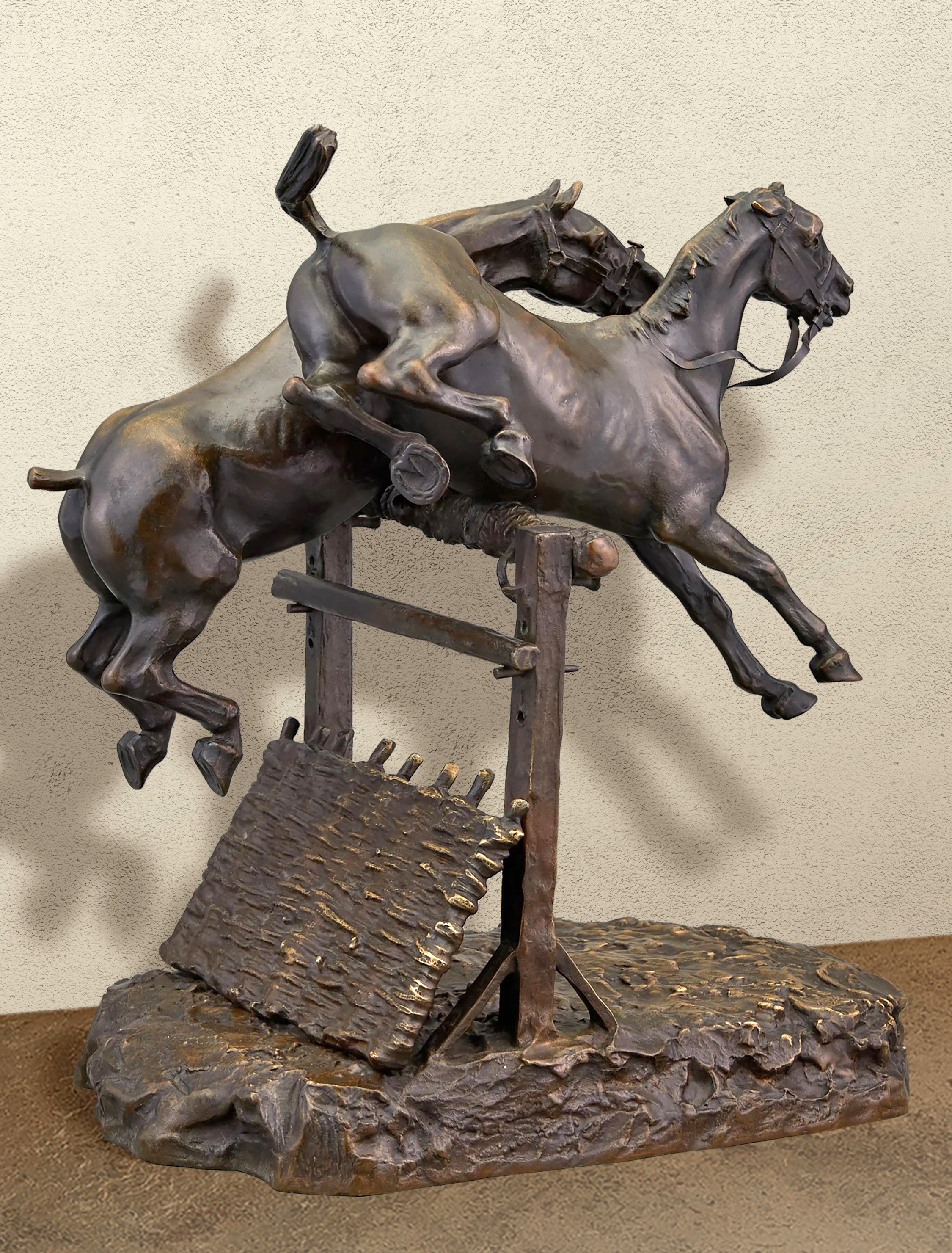
Doi cai sărind

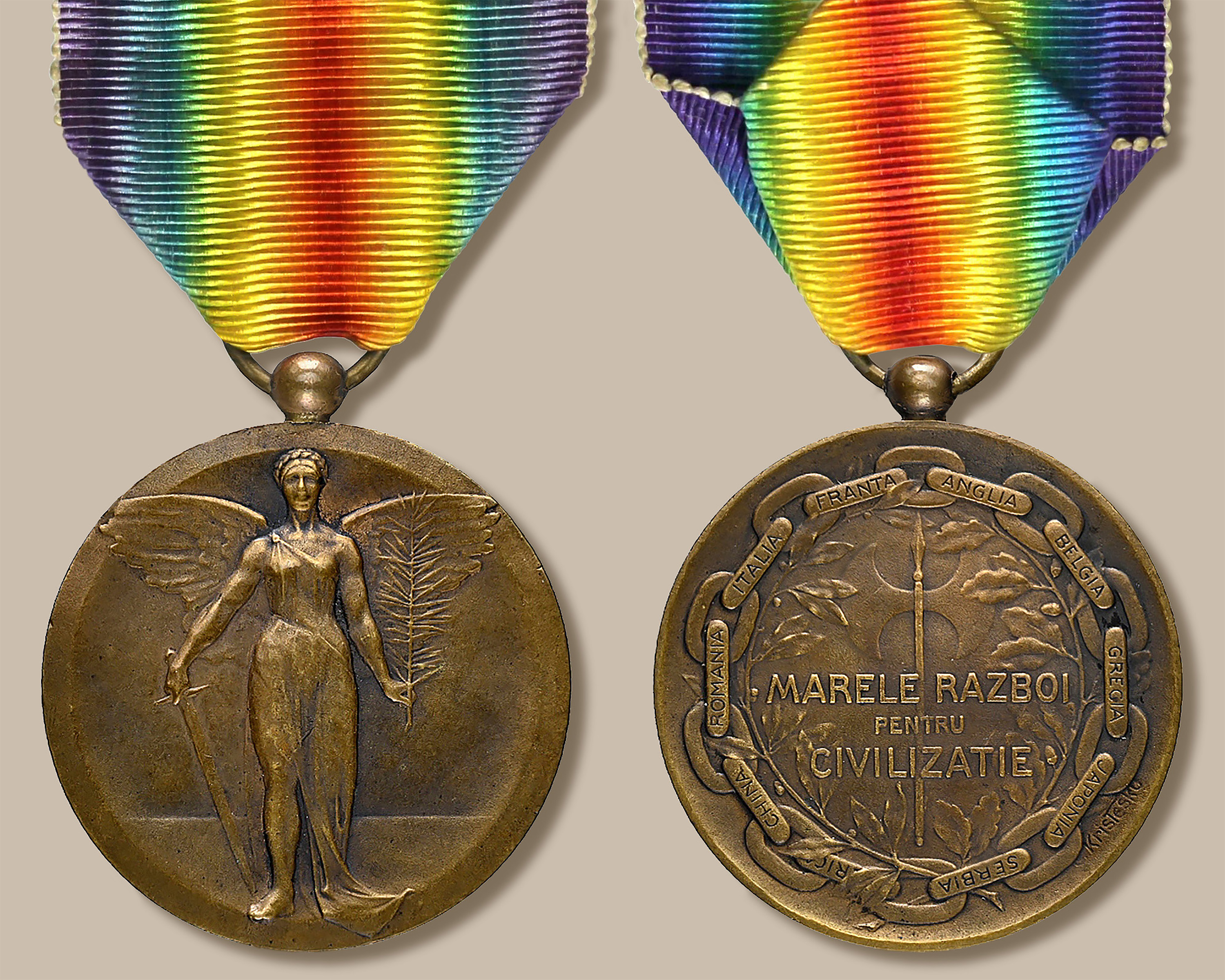
Medalia Victoriei, 1921

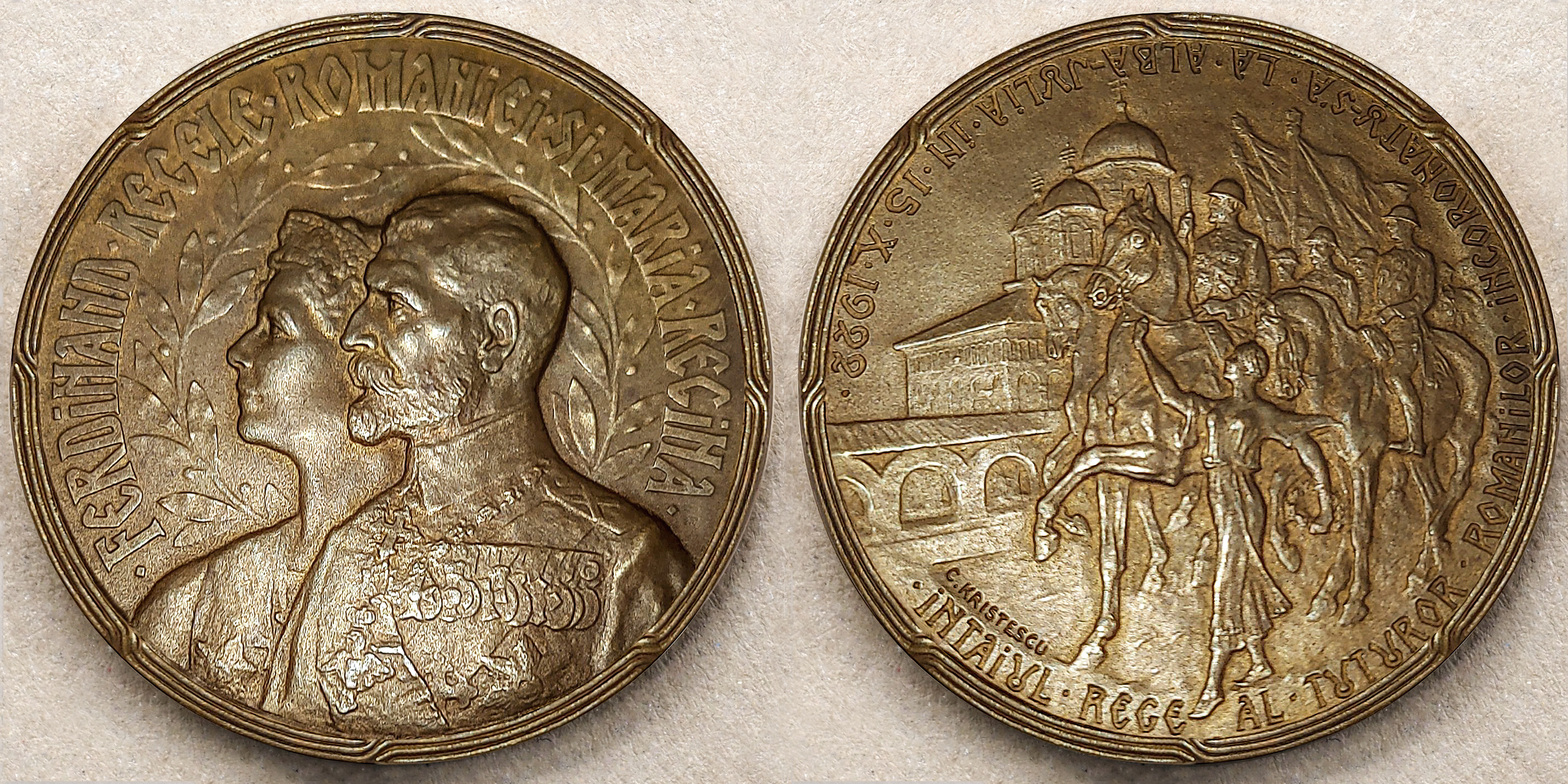
Medalia încoronării lui Ferdinand ca Rege al tuturor românilor, la Alba Iulia în 15.10.1922

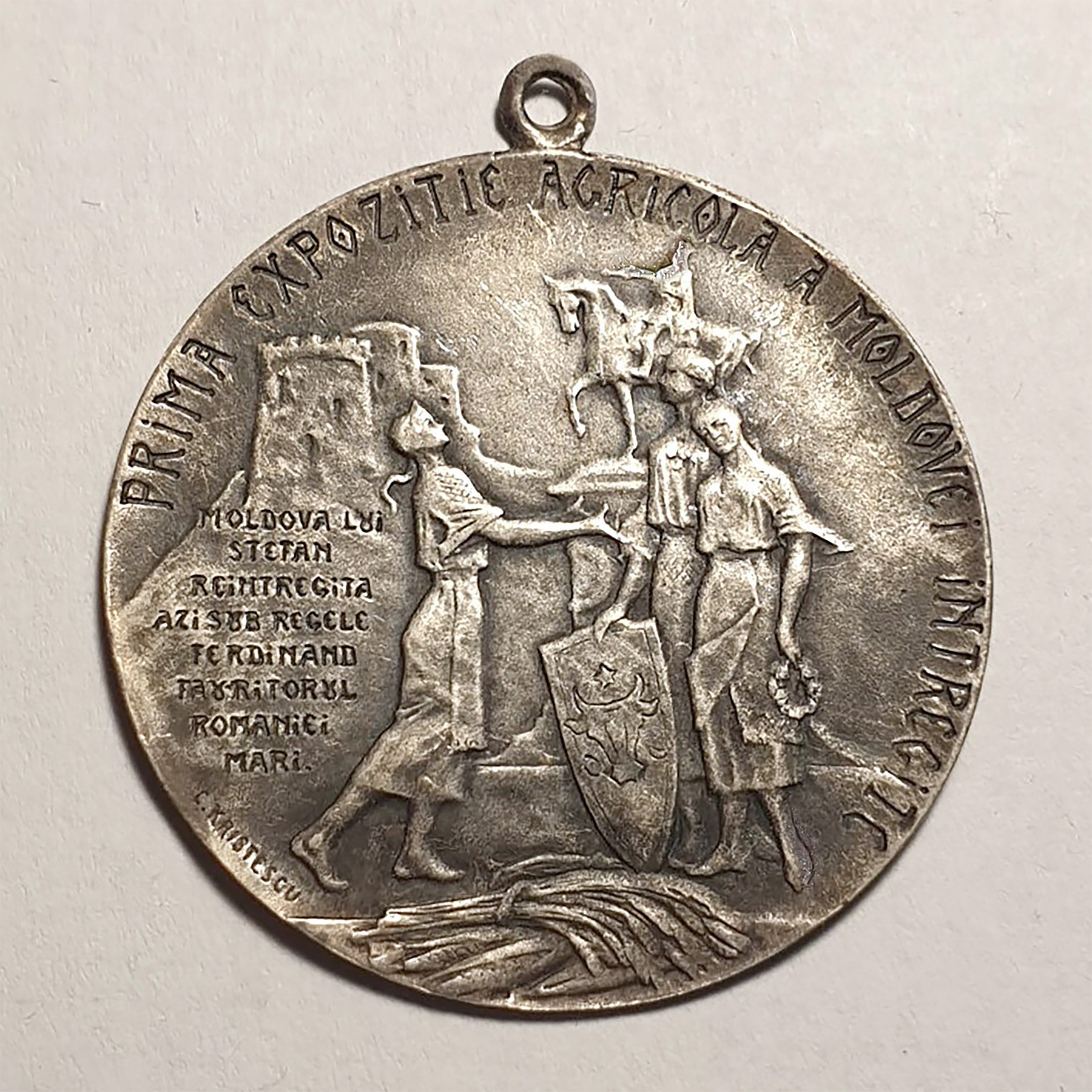
Medalia Primei Expoziții Agricole A Moldovei Întregite, 1923

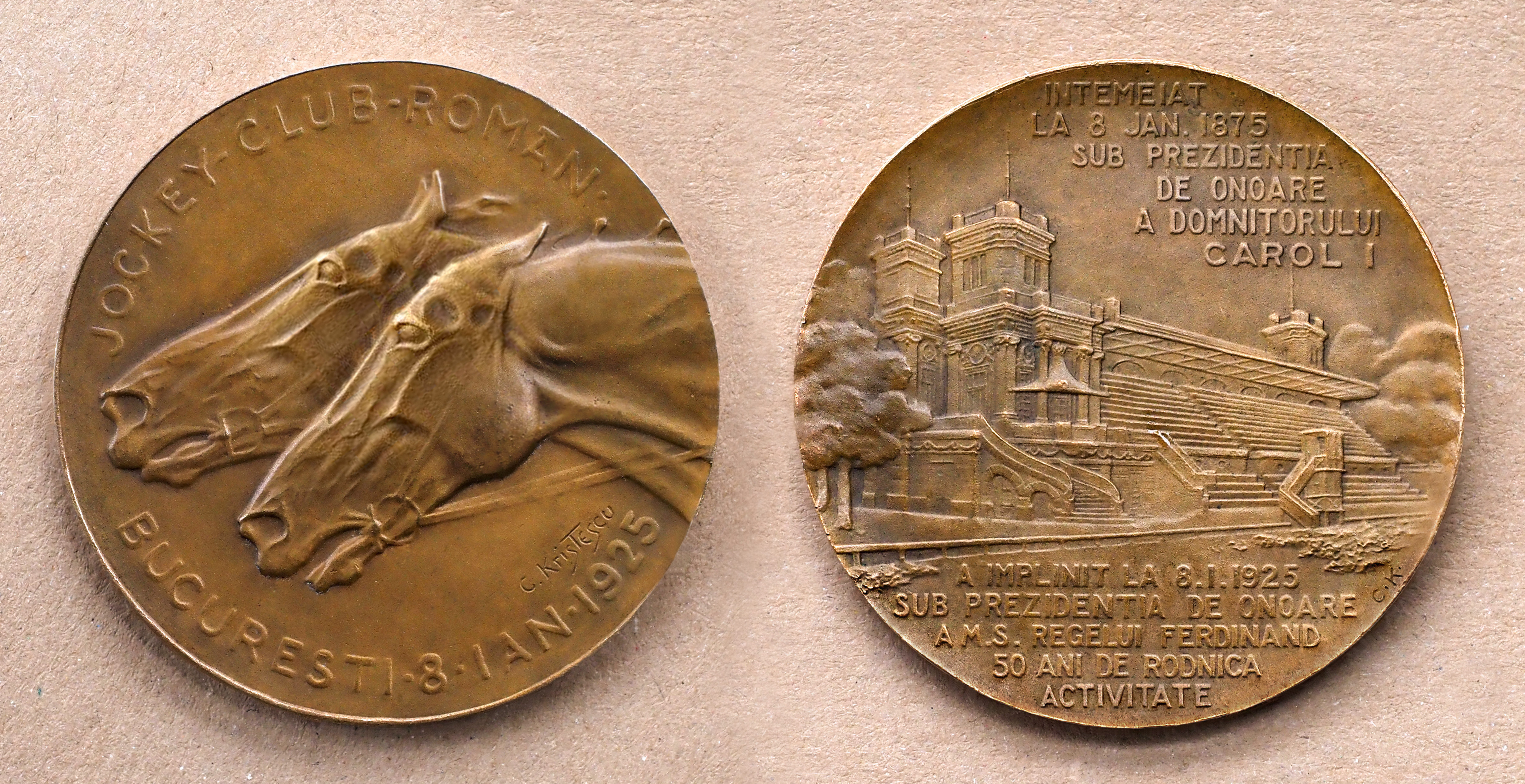
Medalia aniversării a 50 de ani a Jockey Club - București, 1925

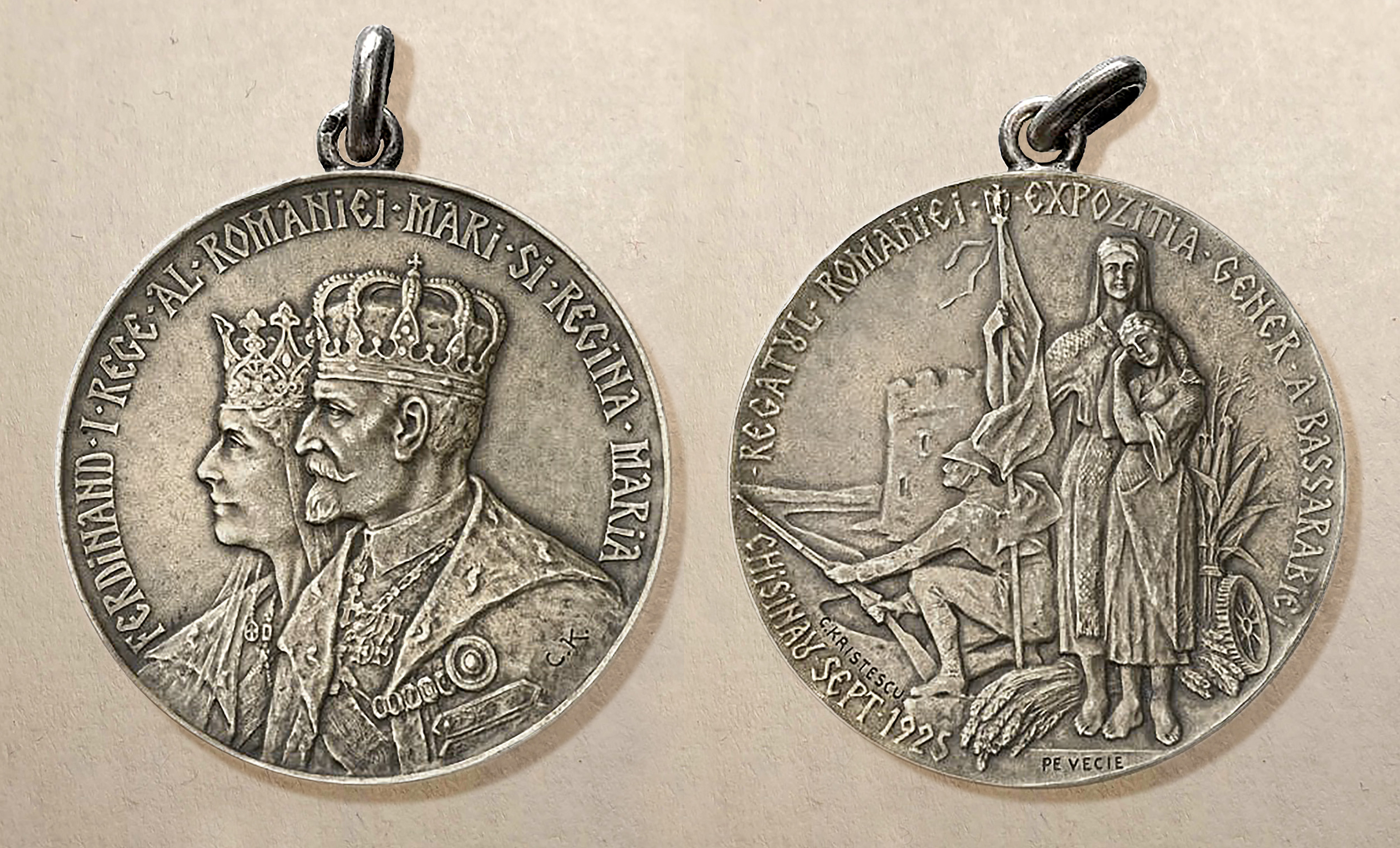
Medalia expoziției generale a Basarabiei, 1925

În afara sculpturilor ecvestre, talentul său s-a manifestat mai ales în medalistică și numismatică comemorativă, cu alegorii istorice, portrete, motive zoomorfe, în special ecvestre.
- Medalie cu toartă „Numirea Principesei Maria a României colonel al reginentului 4 Roșiori”, 1906; argint, bronz, 33 mm.
- Statuie ecvestră cu soclu, cca. 1908, expusă în Parcul Monceau, Paris; bronz, 3m cu soclu.
- Diverse statui ecvestre, 1906 - 1928, bronz, cca 40 - 60 cm.
- Plachetă uniface, ovală, „Câștigătorului concursului hipic Turin, Prințul Dimitrie Suțu”, 1910; bronz.
- Medalie „Partidul Conservator lui P.P.Carp”, 1914; argint, 65 mm, medalie bătută la Paris.
- Medalie cu toartă „Victoria în Marele Război Pentru Civilizatie” („medalia Victoriei”), 1921; bronz, 36 mm. A fost executată în toate țările victorioase în Primul Război Mondial adaptată la particularitățile naționale. Lucrată la Paris, medalia lui Kristescu „se remarcă prin finețea execuției Victoriei al cărei elan exprimă bucuria omenirii ieșite dintr-o grea încercare”. S-a acordat tuturor ofițerilor participanți la Primul Război Mondial.[12]
- Medalia Încoronării Regelui Ferdinand la Alba Iulia în 15 X 1922; argint, argint aurit, bronz, bronz aurit, bronz argintat, 45 mm.
- Medalia Încoronării Regelui Ferdinand la Alba Iulia în 15 X 1922; ca mai sus dar cu toartă, baretă și panglică tricoloră. Pe baretă textul BUCUREȘTI - ALBA - IULIA, iar pe panglică coroana regală.
- Medalie rombică cu toartă „Inaugurarea dispensarului”, 1923; avers: În câmp bustul spre stânga al regiei Maria a României; pe laturi textul MARIE DE ROUMANIE INAUGURATION DU DISPENSAIRE, în stânga și dreapta bustului: XII – 1923; revers: o cruce cu monograma Mariei și coroana sa; bronz, bronz aurit, metal comun; 30 x 25 mm.
- Medalie uniface cu toartă, „Prima Expoziție Agricolă a Moldovei Întregite”, 1923; argint, bronz, 35 mm. În stânga pe 8 rânduri: MOLDOVA LUI STEFAN REINTREGITĂ AZI SUB REGELE FERDINAND FAURITORUL ROMANIEI MARI
- Medalii pentru crescătorii de cai, bătute pentru expozițiile zootehnice anuale, 1923, 1924; avers: grupaj spice de grâu, știuleți de porumb, lauri, stema României, dedesubt, pe patru rânduri, textul: MINISTERUL / AGRICULTUREI SI / DOMENIILOR / 1923 sau 1924; revers: cal în mers spre stânga, dreapta sus, text de trei rânduri: CU STĂRUINȚĂ / ȘI PRICEPERE SPRE / PROPĂȘIRE; argint, argint aurit, bronz, bronz aurit, bonz argintat, 60 mm.
- Medalie pentru „Expoziția Zootehnică a Ardealului - Cluj”, 1924; avers: text semicircular MINISTERUL AGRICULTUREI ȘI DOMENIILOR. În câmp, stema României Mari pe grupaj de spice, știuleți de porumb, ramuri de stejar. In dreapta jos text pe cinci rânduri EXPOZIȚIA  /  ZOOTEHNICĂ / A  / ARDEALULUI / CLUJ / 1924; Revers ca mai sus; bronz, bronz argintat, 60 mm.
- Medalie „Expozițiile zootehnice anuale”, 1923, 1924, 1925; avers: grupaj spice de grâu, știuleți de porumb, lauri, stema României, dedesubt, pe patru rânduri, textul MINISTERUL / AGRICULTUREI SI / DOMENIILOR / 1923 sau 1924; revers animale păscând, dreapta jos text pe trei rânduri CU STĂRUINȚĂ ȘI / PRICEPERE SPRE / PROPĂȘIRE; argint, argint aurit, bronz, bronz aurit, bronz argintat, 60 mm.
- Medalie „Lui Ion I.C. Brătianu - prietenii săi” 1925; bronz, 68 mm.
- Medalie „Lui Ion I.C. Brătianu - prietenii săi”, ca mai sus dar din aur și pe muchie cu inscripția „AUR DIN ARDEALUL CE-AI DEZROBIT”.
- Medalie „Expoziția generală a Basarabiei”, 1925; argint, argint aurit, bronz, bronz argintat, 50 mm; cu o variantă cu toartă și panglică tricoloră; argint, argint aurit , bronz, 32 mm; avers: busturile încoronate ale Regelui Ferdinand și a Reginei Maria, inițialele C.K. ale artistului; revers: text circular REGATUL ROMANIEI EXPOZITIA GENER A BASARABIEI CHISINAU SEPT 1925; un grupaj alegoric: o femeie în costum popular cu fiica sa reprezentând România unită cu fiica sa Basarabia, PE VECIE, un soldat cu pușcă, turn, porumb, spice de grâu, o roată, semnatura artistului C. Kristescu.
- Medalie „Jubileul Jockey Club București”, cu ocazia aniversării semicentenarului 1875 - 1925; calul din prim-plan este calul de cavalerie al lui Kristescu, numit „Hop-la!”; argint aurit, bronz, 56 mm.
- Medalie „Mihai I - Regele Românilor”, 1927; bronz, 57 mm.
- Medalie „Mihai I - Regele Românilor”, 1927; ca mai sus dar cu toartă și diametru 25 mm.
- Medalie uniface, rombică, cu toartă „Așezămintele Brâncovenești - îngrijitoare de bolnavi brevetată”, 1928. În câmp bustul fondatoarei Așezămintelor: Domnița Bălașa; ca fundal clădirile spitalului de o parte și alta a bustului; text pe două rânduri AȘEZĂ / MINTELE BRÂNCOVE / NEȘTI de o parte și de alta a Domniței; jos, pe trei rânduri INGRIJITOARE  DE BOLNAVI  BREVETATĂ pe fond auriu; bronz, 46 x 57 mm.

## Distincții
- Ordinul Militar de Război „Mihai Viteazul”.
- Ordinul „Coroana României”
- „Médaille de la Reconnaissance Française”, medalie a statului francez [13]
- Legiunea de onoare, distincție a statului francez